# William Stirling Hamilton
William Stirling Hamilton   (Glasgow, 8 de març de 1788 - Edimburg, 6 de maig de 1856) va ser un filòsof escocès.
El seu pare, professor d'anatomia a la universitat de Glasgow, va morir quan ell només tenia dos anys, però la seva mare no sembla que tingués problemes per educar-lo a ell i al seu germà petit, Thomas, que també va ser un escriptor reconegut.
Després d'estudiar a les universitats de Glasgow i d'Edimburg, el 1811 es va graduar com advocat a la Universitat d'Oxford, però en no obtenir cap plaça docent a Oxford va retornar a Escòcia, on es va assentar a Edimburg amb la seva mare i va exercir uns anys com advocat. El 1816 va obtenir el títol de baró de Preston. Va competir en 1820 per la càtedra de filosofia moral a la Universitat d'Edimburg, però no va tenir èxit. No obstant això, va ser nomenat professor d'història cívil a la mateixa universitat l'any següent.
El 1829 va publicar el conegut assaig Cousin's Writings and Philosophy  of Unconditioned, una crítica del Cours de philosophie de Victor Cousin, que li va proporcionar cert renom i va ser seguit per una altra sèrie d'assaixos notables. En 1836 va ser elegit catedràtic de lògica i metafísica a Edimburg. El 1844 va patir un atac que el va deixar parcialment immòbil, tot i així va continuar treballant, fins quwe va morir el 1856.
Els seus treballs inclouen, més enllà de la filosofia, qüestions d'anatomia i de fisiologia. Es va fer conegut per la seva doctrina lògica de la quantificació dels predicats, afegint les partícules tots, alguns, cap a les quatre categories bàsiques dels predicats (A, E, I, O; les combinacions de universal/existencial i afirmatiu/negatiu). Tracta d'unir a l'escola escocesa del sentit comú, amb diversos corrents filosòfics d'Europa, especialment amb el kantisme.